# Wspinaczka sportowa na Zimowych Światowych Wojskowych Igrzyskach Sportowych 2010

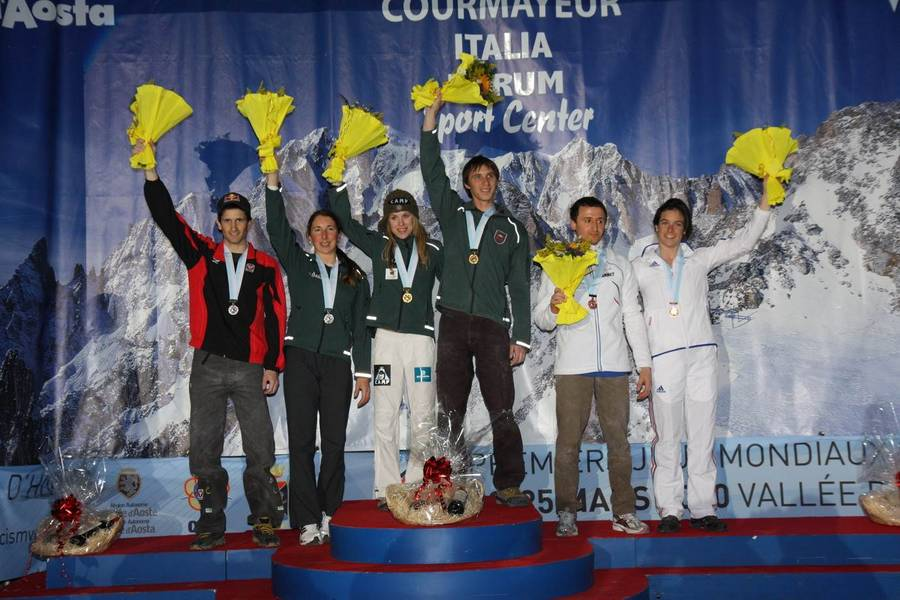
2010 Medaliści wspinaczki sportowej

Wspinaczka sportowa na 1. Zimowych Światowych Wojskowych Igrzyskach Sportowych – jedna z dyscyplin rozgrywanych podczas zimowych igrzysk wojskowych w hali w Courmayeur, we Włoszech w dniach 21 –22 marca 2010. 
Podczas zawodów wspinaczkowych zawodnicy i zawodniczki rywalizowali w 2 konkurencjach indywidualnych: w prowadzeniu kobiet i mężczyzn.

## Terminarz
| Data               | Godzina (UTC+01:00) | Wydarzenie |
| ------------------ | ------------------- | ---------- |
| 21 marca 2010(dts) | 10:00               | Eliminacje |
| 22 marca 2010(dts) | 10:00               | Półfinały  |
| 22 marca 2010(dts) | 15:00               | Finał      |

## Konkurencje
Kobiety
- w prowadzeniu - indywidualnie

Mężczyźni
- w prowadzeniu - indywidualnie

## Medaliści
| Konkurencje             | Złoto                   | Srebro                      | Brąz                      |
| Kobiety – prowadzenie   | Słowenia · Maja Vidmar  | Słowenia · Martina Čufar    | Francja · Marion Poitevin |
| Mężczyźni – prowadzenie | Słowenia · Klemen Bečan | Austria · Kilian Fischhuber | Włochy · Flavio Crespi    |

## Finał

### Kobiety
| Pozycja | Zawodniczka       | Państwo  | Uwagi |
| ------- | ----------------- | -------- | ----- |
| 01 !    | Maja Vidmar       | Słowenia |       |
| 02 !    | Martina Čufar     | Słowenia |       |
| 03 !    | Marion Poitevin   | Francja  |       |
| 4       | Li Chunhua        | Chiny    |       |
| 5       | Pan Xuhua         | Chiny    |       |
| 6       | Christine Schranz | Austria  |       |
| 7       | Renqing Lamu      | Chiny    |       |
| 8       | Alice Coldefy     | Francja  |       |

### Mężczyźni
| Pozycja | Zawodnik          | Państwo    | Uwagi |
| ------- | ----------------- | ---------- | ----- |
| 01 !    | Klemen Bečan      | Słowenia   |       |
| 02 !    | Kilian Fischhuber | Austria    |       |
| 03 !    | Flavio Crespi     | Włochy     |       |
| 4       | Tomáš Mrázek      | Czechy     |       |
| 5       | Fabien Dugit      | Francja    |       |
| 6       | Martin Jagg       | Szwajcaria |       |
| 7       | Luca Zardini      | Włochy     |       |
| 8       | Daniel Winkler    | Szwajcaria |       |

Źródło

## Klasyfikacja medalowa
* Organizator zawodów został zaznaczony tym kolorem.
| Miejsce           | Reprezentacja     | Złoto | Srebro | Brąz | Razem |
| ----------------- | ----------------- | ----- | ------ | ---- | ----- |
| 1                 | Słowenia          | 2     | 1      | 0    | 3     |
| 2                 | Austria           | 0     | 1      | 0    | 1     |
| 3                 | Francja           | 0     | 0      | 1    | 1     |
| 3                 | Włochy *          | 0     | 0      | 1    | 1     |
| Ogółem (4 państw) | Ogółem (4 państw) | 2     | 2      | 2    | 6     |

Źródło